# Жак Ширак
Жак Рене Ширак (на френски: Jacques René Chirac) е френски политик, кмет на Париж и министър-председател и президент на Франция.
Ширак става активист, а по-късно и лидер на голистката десница. Играе важна роля в президентските кампании на Шарл дьо Гол (1965 г.) и на Жорж Помпиду (1969 г.). От 1972 до 1974 г. е министър на земеделието и развитието на селските райони в първите две правителства на Пиер Месмер.
След смъртта на Помпиду подпомага президентските избори на Жискар д'Естен и е назначен за министър-председател (1974 – 1976). От 1977 до 1995 г. е кмет на Париж. През този период е замесен в редица корупционни скандали, но поради имунитета му те остават неизяснени. Повторно става министър-председател след парламентарните избори през юни 1986 г., като съвместява двете длъжности – премиер и кмет. Осланя се на дирижизма, като критикува неолибералните политики на Рейгън и Тачър. През 1988 г. президентът Франсоа Митеран разпуска Националното събрание и Жак Ширак престава да бъде министър-председател.
Ширак печели президентските избори през 1995 г. През 2000 г. мандатът на президента е определен на 5 години, изравнен е с този на депутатите от Националното събрание. През 2002 г. отново печели президентските избори. През 2007 г. е наследен от Никола Саркози.
Жак Ширак умира на 86 години в родния си Париж на 26 септември 2019 г.